# Законодательное собрание Челябинской области
Законода́тельное Собра́ние Челя́бинской о́бласти — постоянно действующий высший и единственный орган законодательной власти Челябинской области. Срок полномочий — пять лет.
Депутатом может быть избран гражданин Российской Федерации, достигший возраста 21 года, проживающий в Челябинской области не менее 1 года и имеющий право быть избранным на 5 лет.

## История
Впервые избран в 1994 году как Челябинская областная Дума, в 1996 году переименован в Законодательное Собрание Челябинской области. Орган явился правопреемником Челябинского областного Совета депутатов, но был наделен новыми компетенциями, прежде всего — разработкой областного законодательства.
Выборы областной Думы проходили в соответствии с указом Президента Российской Федерации № 1617 «О реформе представительных органов власти и органов местного самоуправления в Российской Федерации».
Численный состав законодательного органа определялся им при принятии решения о проведении выборов. Так, в 1994 году областная Дума по решению главы администрации Челябинской области была избрана в составе 15 человек, а уже в 1996 году в состав Законодательного Собрания области согласно решению областной Думы был избран 41 депутат.
Деятельность областной Думы была ограничена 4 основными сферами:
- законотворчество,
- разработка, принятие и контроль за исполнением областного бюджета,
- принятие Устава области,
- оформление системы местного самоуправления.

В декабре 2005 года выборы в Законодательное собрание (с 1 января 2006 года — Законодательное Собрание) были проведены по новой, смешанной, системе: 30 депутатов — по партийным спискам и 25 — по одномандатным округам. В октябре 2006 года прошли довыборы депутатов в 5 одномандатных округах.
С 2010 года избираются 60 депутатов. Выборы проводятся по смешанной избирательной системе: 30 депутатов избираются по партийным спискам (пропорциональная система), другие 30 — по одномандатным округам (мажоритарная система).

## Действующий состав
Действующий состав сформирован по итогам выборов, состоявшихся в единый день голосования 13 сентября 2020 года. Выборы 60 депутатов прошли по смешанной избирательной системе. 30 депутатов избирались по партийным спискам (пропорциональная система) для которых установлен 5%-й барьер. Другие 30 депутатов избирались по одномандатным округам (мажоритарная система). Первое заседание состоялось 8 октября 2020 года.

### Председатель и заместители
председатель: Олег Гербер (ЕР, избран по списку)

заместители: 
- Олег Голиков (ЕР, избран по списку, группа 1, №1)
- Анатолий Еремин (ЕР, избран по списку, группа 29, №1)
- Юрий Карликанов (ЕР, избран по списку, группа 24, №1)
- Владимир Павлов (ЕР, избран по округу 25)
- Вадим Ромасенко (ЕР, избран по округу 18)
- Константин Струков (ЕР, избран по округу 24)

### Фракции
| Фракция                                              | Руководитель    | Кол-во депутатов | Процент от общего числа депутатов % |
| ---------------------------------------------------- | --------------- | ---------------- | ----------------------------------- |
| Фракция партии «Единая Россия»                       | Олег Гербер     | 43               | 71,66 %                             |
| Фракция партии «Справедливая Россия»                 | Василий Швецов  | 7                | 11,66 %                             |
| Фракция Коммунистической партии Российской Федерации | Игорь Егоров    | 4                | 6,66 %                              |
| Фракция Либерально-демократической партии России     | Алексей Беседин | 3                | 5 %                                 |
| Фракция Партия пенсионеров                           | Степан Фирстов  | 2                | 3,33 %                              |
| Фракция Зеленая альтернатива                         | Михаил Махов    | 1                | 1,66%                               |

### Комитеты
- Комитет по бюджету и налогам
- Комитет по законодательству, государственному строительству и местному самоуправлению
- Комитет по экономической политике и предпринимательству
- Комитет по социальной политике
- Комитет по промышленной политике и транспорту
- Комитет по строительной политике и жилищно-коммунальному хозяйству
- Комитет по Регламенту и депутатской этике
- Комитет по информационной политике
- Комитет по молодёжной политике, культуре и спорту
- Комитет по экологии и природопользованию
- Комитет по аграрной политике

## Прошлые созывы
| Созыв    | Выборы                  | Период    | Мандатов          | Председатель                                        |
| -------- | ----------------------- | --------- | ----------------- | --------------------------------------------------- |
| 01 созыв | выборы 15 мая 1994      | 1994–1996 | 15                | В. Н. Скворцов, с 21 декабря 1995 В. Ф. Давыдов     |
| 02 созыв | выборы 22 декабря 1996  | 1996–2000 | 41                | В. Ф. Давыдов                                       |
| 03 созыв | выборы 24 декабря 2000  | 2000–2005 | 45                | В. Ф. Давыдов (ЕР), 25 июня 2005 В. В. Мякуш (ЕР)   |
| 04 созыв | выборы 25 декабря 2005  | 2005–2010 | 55 (30 + 25) → 58 | В. В. Мякуш (ЕР)                                    |
| 05 созыв | выборы 11 октября 2010  | 2010–2015 | 60 (30 + 30)      | В. В. Мякуш (ЕР)                                    |
| 06 созыв | выборы 13 сентября 2015 | 2015–2020 | 60 (30 + 30)      | В. В. Мякуш (ЕР)                                    |
| 07 созыв | выборы 13 сентября 2020 | 2020–2025 | 60 (30 + 30)      | В. В. Мякуш (ЕР), 16 ноября 2021 А. В. Лазарев (ЕР) |

## Полномочия
Законодательное Собрание:
1) принимает Устав (Основной Закон) области, вносит в него изменения;
2) осуществляет законодательное регулирование по предметам ведения области и предметам совместного ведения Российской Федерации и субъектов Российской Федерации в пределах полномочий области;
3) осуществляет иные полномочия, установленные Конституцией Российской Федерации, федеральными законами, Уставом (Основным Законом) области, законами области, настоящим Законом.
2. Законом области:
1) принимается Устав (Основной Закон) области и вносятся изменения в него;
2) утверждаются областной бюджет и отчет о его исполнении, представленные Правительством Челябинской области;
3) в пределах полномочий, определенных федеральным законом, устанавливается порядок проведения выборов в органы местного самоуправления на территории области;
4) утверждается программа социально-экономического развития области, представленная Губернатором Челябинской области (далее - Губернатор области);
5) устанавливаются региональные налоги и сборы, установление которых отнесено федеральным законом к ведению области, а также порядок их взимания;
6) утверждаются бюджеты территориальных государственных внебюджетных фондов и отчеты об их исполнении;
7) устанавливается порядок управления и распоряжения государственной собственностью области;
8) утверждаются заключение и расторжение договоров области;
9) наделяются отдельными государственными полномочиями области органы местного самоуправления муниципальных образований;
10) устанавливается порядок назначения и проведения референдума области;
11) устанавливаются порядок проведения выборов в Законодательное Собрание, порядок проведения выборов Губернатора области и порядок отзыва Губернатора области;
12) устанавливаются административно-территориальное устройство области и порядок его изменения;
13) устанавливается система исполнительных органов государственной власти области;
14) регулируются иные вопросы, относящиеся в соответствии с Конституцией Российской Федерации, федеральными законами, Уставом (Основным Законом) области и законами области к ведению и полномочиям области.
3. Постановлением Законодательного Собрания:
1) принимается Регламент Законодательного Собрания и решаются вопросы внутреннего распорядка его деятельности;
2) исключен. - Закон Челябинской области от 31.05.2012 N 317-ЗО;
3) назначаются на должность мировые судьи;
4) назначаются на должности председатель, заместители председателя и аудиторы Контрольно-счетной палаты Челябинской области, половина членов избирательной комиссии Челябинской области;
5) назначаются выборы в Законодательное Собрание, выборы Губернатора области и голосование по отзыву Губернатора области;
6) назначается референдум области в случаях, предусмотренных законом области;
7) утверждается соглашение об изменении границ области;
8) одобряется проект договора о разграничении полномочий;
9) оформляются иные решения по вопросам, отнесенным Конституцией Российской Федерации, федеральными законами, Уставом (Основным Законом) области, законами области к ведению Законодательного Собрания.
4. Законодательное Собрание наряду с другими уполномоченными на то органами осуществляет контроль за:
1) соблюдением и исполнением Устава (Основного Закона) области, законов области, постановлений Законодательного Собрания;
2) исполнением областного бюджета, исполнением бюджетов территориальных государственных внебюджетных фондов;
3) выполнением программы социально-экономического развития области и государственных программ области;
4) соблюдением установленного порядка управления и распоряжения государственной собственностью области.